# 蘇怡賢
蘇怡賢（韓語：소이현，1984年8月28日—），韓國女演員。

## 個人生活
2014年4月，蘇怡賢與印喬鎮公開戀情並預計於同年10月結婚。 印喬鎮和蘇怡賢於2014年10月4日在江南區驛三洞的The Raum舉行婚禮。
蘇怡賢結婚7個月後傳出懷孕2個月的好消息，並於2015年誕下長女。
2017年4月24日蘇怡賢通過經紀公司公佈懷第二胎，同年次女出生。

## 演出作品

### 電視劇
- 2003年：KBS《黄色手帕》飾演 尹娜榮
- 2003年：SBS《仙女与骗子（朝鲜语：선녀와 사기꾼）》飾演 智娜
- 2003年：SBS《搏擊（朝鲜语：때려）》飾演 吳海薇
- 2004年：KBS《四月之吻》飾演 張眞亞
- 2005年：KBS《復活》飾演 李康珠
- 2006年：KBS《特搜搜查日記：1號館事件（朝鲜语：특수수사일지: 1호관 사건）》飾演 朴熙榮
- 2006年：tvN《色慾都會》飾演 李正恩
- 2008年：MBC《之前&之後整形外科》飾演 洪基南
- 2008年：SBS《愛子的姐姐敏子》飾演 李蔡琳
- 2009年：SBS《吞噬太陽》飾演 柳美蘭
- 2009年：MBC《寶石拌飯》飾演 宮寶石
- 2010年：MBC《Gloria》飾演 鄭允書
- 2011年：MBC《你為我著迷》飾演 鄭允秀
- 2011年：KBS N《自體發光的她》飾演 全智賢
- 2012年：JTBC《Happy Ending》飾演 朴娜榮
- 2012年：SBS《清潭洞愛麗絲》飾演 徐允珠
- 2013年：SBS《聽見你的聲音》飾演 辯護律師（特別出演）
- 2013年：tvN《你是誰》飾演 楊施溫
- 2014年：SBS《Three Days》飾演 李次英
- 2016年：KBS《女人的秘密》飾演 姜智柔
- 2016年：tvN《Entourage》飾演 蘇怡賢（特別出演）
- 2018年：SBS《命運與憤怒》飾演 車秀賢
- 2021年：KBS《紅色高跟鞋》飾演 金珍雅／金珍瑪
- 2023年：TV朝鮮《我的Happy End》飾演 權允珍

### 電影
- 2004年：《孟父三遷之教》飾演 崔玄靜
- 2006年：《中天 (電影)（英语：The Restless (2006 film)）》飾演 孝
- 2006年：《突然某一天4 死亡之林（英语：Dark Forest (film)）》飾演 靜雅
- 2007年：《墓島夜話》飾演 智妍
- 2013年：《Top Star（朝鲜语：톱스타）》飾演 美羅

### MV
- 2002年：李基燦《感冒》[7]（與地成、朴恩斌）
- 2006年：KCM《太陽的眼淚》（與金興銖）
- 2006年：KCM《最终的神奇》（與金興銖）

## 主持
- 2013年：MBC《Section TV演藝通訊》

## 獲獎
- 2003年：SBS演技大賞－新星獎（搏擊）
- 2013年：APAN Star Awards－最佳演繹獎（你是誰）
- 2016年：KBS演技大賞－日日劇部門 女子優秀演技賞（女人的秘密）
- 2021年：KBS演技大賞－日日劇部門 女子優秀演技賞（紅色高跟鞋）

### 出處
1. ↑  . news.yahoo.com.   [2022-01-31]. （原始内容存档于2022-05-22）.
2. ↑  . TVBS. 2020-06-20  [2022-01-31]. （原始内容存档于2022-01-31）.
3. ↑  蘇怡賢印喬鎮10月結婚 經紀公司：並未懷孕 （页面存档备份，存于） 韓星網
4. ↑  .   [2014-10-04]. （原始内容存档于2014-10-06）.
5. ↑  . Soompi. 1546140391  [2022-01-18]. （原始内容存档于2022-01-18） （英语）.
6. ↑  夏恩要當姐姐啦！印喬鎮&蘇怡賢夫婦喜逢第二胎！ （页面存档备份，存于） 韓星網
7. ↑  潘瑋柏《我們都會錯》原曲

## 外部連結
- 蘇怡賢的Instagram帳戶
- 蘇怡賢的X（前Twitter）
- 影迷網頁 （页面存档备份，存于） 
- H& Entertainment - NBlog （页面存档备份，存于） 